# Pteris burtonii
Pteris burtonii är en kantbräkenväxtart som beskrevs av Bak. Pteris burtonii ingår i släktet Pteris och familjen Pteridaceae. Inga underarter finns listade.